# يورغن ماركوس
يورغن ماركوس (بالألمانية: Jürgen Marcus)‏ (و. 1948 – مايو 2018 م) هو مغني ألماني، ولد في هيرنه، شارك في مسابقة الأغنية الأوروبية 1976، توفي في ميونخ، بسبب داء الانسداد الرئوي المزمن.

## وصلات خارجية
- يورغن ماركوس على موقع IMDb (الإنجليزية)
- يورغن ماركوس على موقع مونزينجر (الألمانية)
- يورغن ماركوس على موقع ألو سيني (الفرنسية)
- يورغن ماركوس على موقع ميوزك برينز (الإنجليزية)
- يورغن ماركوس على موقع ديسكوغز (الإنجليزية)
- يورغن ماركوس على موقع ديسكوغز (الإنجليزية)
- يورغن ماركوس على موقع قاعدة بيانات الفيلم (الإنجليزية)
- يورغن ماركوس في قاعدة بيانات الأفلام على الإنترنت